# Danny Thie
Danny Thie (Utrecht, 3 november 1972), kwam als semi-prof, 78 keer uit voor de Nederlandse ijshockeyploeg en speelde op 3 WK's (Polen, Denemarken en Slowakije) en 2 EK's (Italië en Frankrijk). De verdediger speelde daarnaast in 14 jaar eredivisie bijna 500 wedstrijden voor onder meer Utrecht (2 landstitels en 1 beker van Nederland), Rotterdam (beker van Nederland), Geleen (Atlantic Cup), Heerenveen (beker van Nederland), Amsterdam (beker van Nederland) en Red Eagles 's-Hertogenbosch. Hij scoorde in totaal 120 goals, 223 assist en 649 strafminuten bij elkaar.

## Trivia
Hij kwam gedurende zijn ijshockeycarrière ook voor het Nederlands inlinehockeyteam uit (1 WK en 2 EK's). Daarmee behoort hij internationaal gezien tot een select gezelschap van sporters, dat in twee verschillende sporten voor hun nationale ploeg uitkwam.